# Maratona aquática no Campeonato Europeu de Esportes Aquáticos de 2018 - 25 km masculino
Os 25 km da maratona aquática masculina da maratona aquática no Campeonato Europeu de Esportes Aquáticos de 2018 ocorreu no dia 12 de agosto no no lago Loch Lomond, em Luss no Reino Unido. 

## Calendário
| Fase  | Data         | Hora  |
| ----- | ------------ | ----- |
| Final | 12 de agosto | 09:00 |

Todos os horários estão no horário local (UTC+0)

## Medalhistas
| Ouro                    | Prata                | Bronze              |
| Kristóf Rasovszky (HUN) | Kirill Belyaev (RUS) | Matteo Furlan (ITA) |

## Resultados
Esses foram os resultados da competição. 
| Pos.              | Nadador              | Nacionalidade | Tempo           |
| ----------------- | -------------------- | ------------- | --------------- |
| Medalha de ouro   | Kristóf Rasovszky    | Hungria       | 4:57:53.5       |
| Medalha de prata  | Kirill Belyaev       | Rússia        | 4:57:54.6       |
| Medalha de bronze | Matteo Furlan        | Itália        | 4:57:55.8       |
| 4                 | Axel Reymond         | França        | 4:58:03.4       |
| 5                 | Simone Ruffini       | Itália        | 4:58:04.3       |
| 6                 | Evgeny Drattsev      | Rússia        | 4:59:42.1       |
| 7                 | Anton Evsikov        | Rússia        | 5:00:13.3       |
| 8                 | Pepijn Smits         | Países Baixos | 5:00:15.5       |
| 9                 | Andreas Waschburger  | Alemanha      | 5:00:30.1       |
| 10                | Alexander Studzinski | Alemanha      | 5:01:09.4       |
| 11                | Alberto Martínez     | Espanha       | 5:01:24.3       |
| 12                | Yuval Safra          | Israel        | 5:02:11.5       |
| 13                | Matěj Kozubek        | Chéquia       | 5:03:34.5       |
| 14                | Dániel Székelyi      | Hungria       | 5:03:34.6       |
| 15                | David Aubry          | França        | 5:06:03.1       |
| 16                | Alessio Occhipinti   | Itália        | 5:06:04.2       |
| 17                | Pol Gil Tarazona     | Espanha       | 5:06:14.8       |
| —                 | Shai Toledano        | Israel        | Não finalizaram |
| —                 | Florian Wellbröck    | Alemanha      | Não finalizaram |
| —                 | Ferry Weertman       | Países Baixos | DNS             |
| —                 | Shahar Resman        | Israel        | DNS             |